# Nikolai Gontar
Nikolai Pavlovitx Gontar (en rus: Николай Павлович Гонтарь; nascut el 29 d'abril de 1949) és un exfutbolista i entrenador de futbol rus.

## Palmarès
- Guanyador de la Lliga Soviètica: 1976 (primavera)
- Bronze de la Lliga Soviètica: 1975
- Llista de final d'any dels 33 millors jugadors: 1976

## Carrera internacional
Gontar va debutar amb l'URSS el 28 de novembre de 1976 en un amistós contra l'Argentina. Va jugar a les eliminatòries de la UEFA Euro 1980 (l'URSS no es va classificar per al torneig final).